# Sint-Gertrudiskerk (Zandvliet)

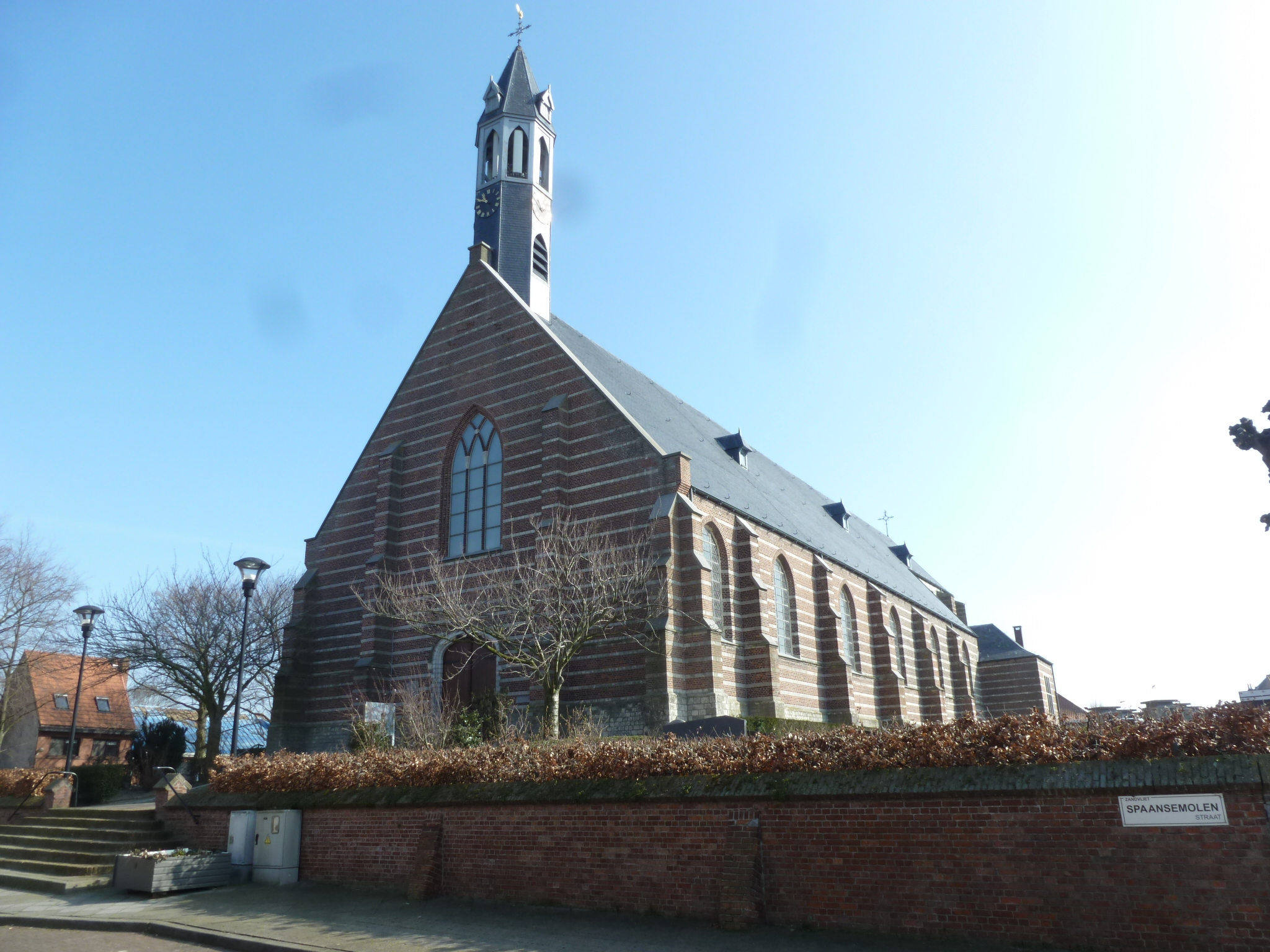
Sint-Gertrudiskerk

De Sint-Gertrudiskerk is de parochiekerk van de tot de gemeente Antwerpen behorende plaats Zandvliet, gelegen aan de Spaansemolenstraat 1.

## Geschiedenis
Een reeds aanwezige kapel werd in 1124 verheven tot parochiekerk. Omstreeks 1254 werd een nieuwe kerk gebouwd welke allerlei verwoestingen en herbouwingen heeft ondergaan. In 1845 werd de kerk aanzienlijk vergroot naar ontwerp van Ferdinand Berckmans. Het van oorsprong 17e-eeuwse koor bleef daarbij behouden.
In 1940 werd de kerk zwaar beschadigd door oorlogsgeweld. In 1953-1954 werd de kerk herbouwd naar ontwerp van Leo De Graef, waarbij de nog overeind staande buitenmuren werden gespaard.

## Gebouw
Het betreft een georiënteerde driebeukige kerk met een driezijdig afgesloten koor. Een achtkante houten dakruiter dient als klokkentoren. Het koor is in zandsteen uitgevoerd, de kerk is in baksteen maar heeft speklagen van zandsteen.

## Interieur
Er is een gepolychromeerd beeld van Sint-Gertrudis van de 18e eeuw. De preekstoel is van de eerste helft van de 18e eeuw. Het overig kerkmeubilair is hoofdzakelijk 19e-eeuws. Een schilderij Kruisafneming door Nicasius de Keyser is van 1861.
Op het omringende kerkhof is een grafmonument voor de Nicasius de Keyser te vinden.